# Liste des affluents du fleuve Niger

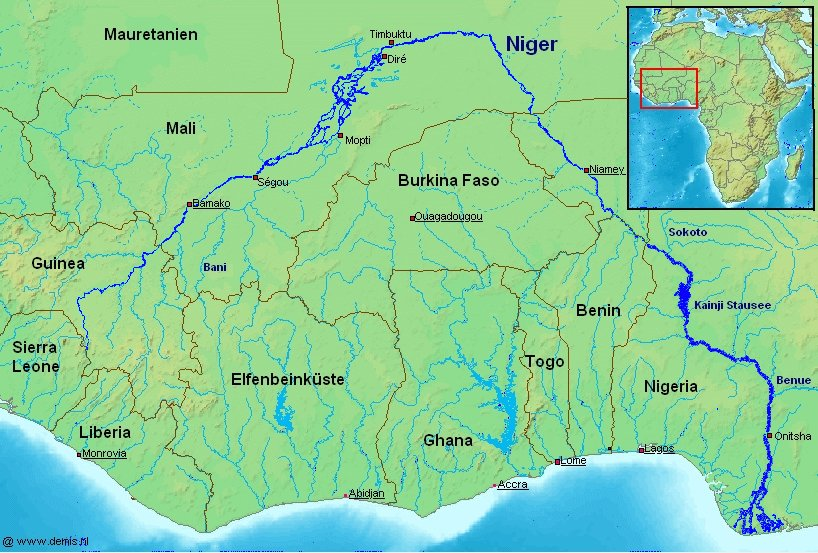

Voici une liste des affluents du fleuve Niger. Ils sont classés par nation, au point où ils convergent vers le Niger.

## Bénin
- Mekrou
- Rivière Alibori
- Sota

## Burkina Faso
- Rivière Sirba

## Guinée
- Rivière Tinkisso
- Rivière Milo
- Rivière Niandan

## Mali
- Fleuve Sankarani
- Fleuve Bani

## Niger
- Rivière Mékrou

## Nigeria
- Rivière Sokoto
- Rivière Kaduna
- Rivière Bénoué
- Rivière Forçados
- Rivière Nonne